# The PJs
The PJs è una sitcom animata statunitense del 1999, creata da Eddie Murphy, Larry Wilmore e Steve Tompkins.
Rappresenta la vita in un progetto di edilizia residenziale pubblica urbana, basata sul modello dei progetti di edilizia abitativa Cabrini-Green a Chicago.
La serie è stata trasmessa per la prima volta negli Stati Uniti su Fox e The WB dal 10 gennaio 1999 al 20 maggio 2001, per un totale di 41 episodi ripartiti su tre stagioni.

## Episodi
| Stagione         | Episodi | Prima TV USA | Prima TV Italia |
| ---------------- | ------- | ------------ | --------------- |
| Prima stagione   | 14      | 1999         | inedita         |
| Seconda stagione | 17      | 2000         | inedita         |
| Terza stagione   | 13      | 2000-2001    | inedita         |

## Personaggi e doppiatori
- Thurgood Orenthal Stubbs, doppiato da Eddie Murphy, Phil Morris e Mark Moseley.
- Muriel Stubbs-Warren, doppiata da Loretta Devine.
- Signora Florence Normandie Avery, doppiata da Ja'net DuBois.
- Lucky.
- Calvin Banks e "Juicy" Hudson, doppiati da Crystal Scales e Michele Morgan.
- "Smokey", doppiato da Shawn Michael Howard.